# خانه سرسیاهان (ریگا)

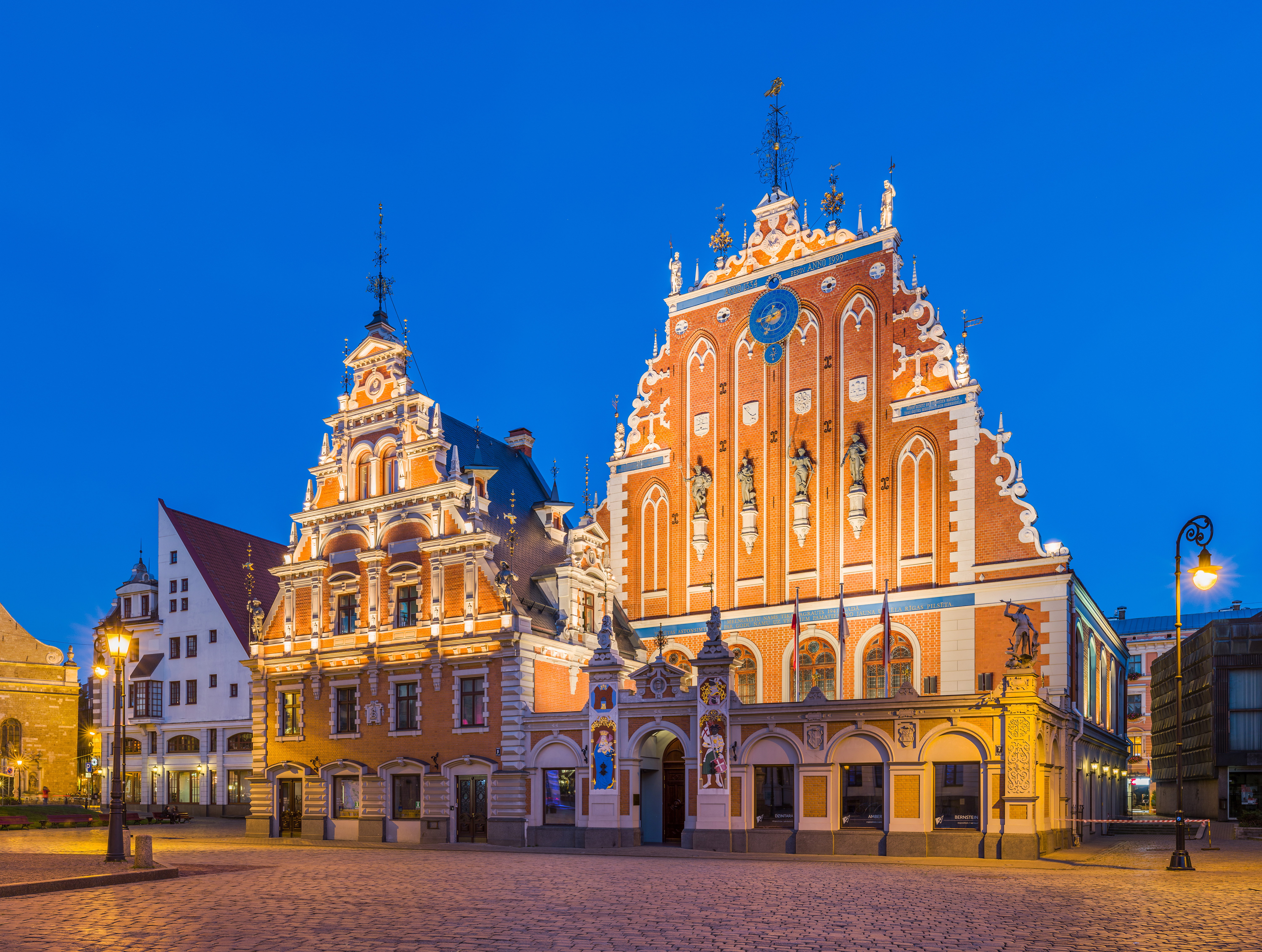
خانهٔ سرهای سیاه در غروب

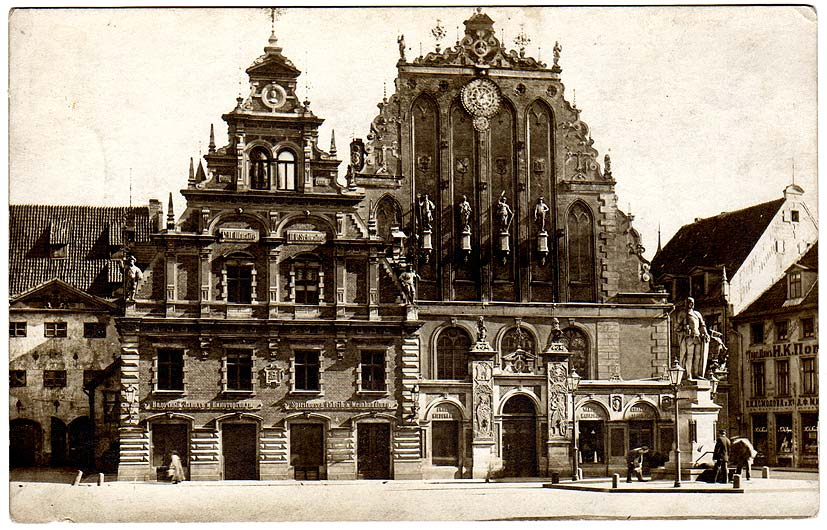
خانه سرهای سیاه در اوایل سدهٔ بیستم

خانهٔ سرسیاهان (لتونیایی: Melngalvju nams, آلمانی: Schwarzhäupterhaus) ساختمانی در شهر قدیمیِ ریگا، لتونی است. ساختمان اصلی آن در سال ۱۳۳۴ به عنوان انبار ابزار جنگی و مکانی برای بازدید و جشن بازرگانان ساخته شد و همچنین بزرگ‌ترین ساختمان عمومی ریگا به‌شمار می‌رفت. از میانهٔ سدهٔ پانزدهم میلادی، این ساختمان توسط برادری سرسیاهان، صنفی برای بازرگانان مجرد، صاحبان کشتی و خارجی‌ها در ریگا استفاده می‌شد. در اوایل سدهٔ هفدهم، کارهای اصلی مانند افزودن تزئینات تکلف‌گرایانه انجام شد. در سدهٔ نوزدهم، برخی تندیس‌ها توسط کارگاه آگوست وولتز ساخته شدند. این ساختمان نیز جایگاه نخستین درخت کریسمس تزئین‌شده است که در سال ۱۵۱۰ ساخته شد.
خانهٔ سرسیاهان علاوه بر بخش بزرگی از شهر قدیمی در ۲۹ ژوئن ۱۹۴۱ به دلیل نبردی بین آلمان نازی و ارتش شوروی بر اثر بمب‌گذاری ویران شد. با وجود اعتراضات از سوی ساکنان محلی و متخصصان حفظ بنا، بازمانده‌های آن توسط دولت شوروی در ۲۳ مه ۱۹۴۸ تخریب شد. میان سال‌های ۱۹۹۶ و ۲۰۰۰، طبق پژوهش‌های دانشگاه فنی ریگا از دههٔ ۱۹۸۰، این ساختمان بازسازی شد. سرمایهٔ بازسازی آن عمدتاً از سوی شهر ریگا بود و علاوه بر آن از سوی مردم کمک‌های مالی نیز واریز شد که علاقه داشتند در روند بازسازی کمک کنند. خانهٔ سرسیاهان رسماً در ۹ دسامبر ۱۹۹۹ بازگشایی شد.
امروزه خانهٔ سرسیاهان مرکز رویداد و موزه است. در طبقهٔ بالا، سالن‌های رقص تزئین‌شده قرار دارد که در تاریخ، رویدادهای معتبری مانند جشن‌های خوش‌آمدگویی پادشاهان، ملکه‌ها و رئیس‌جمهوران و رویدادهای فرهنگی برگزار می‌شد. در طبقهٔ یکم نیز می‌توان اتاقک‌های تاریخی با مجموعه‌های نقره را تماشا کرد. این اتاقک‌ها به‌طور موقت، محل کار رئیس‌جمهور لتونی بودند، که از سال ۲۰۱۲ تا ۲۰۱۶ به علت ساخت مکان دائمی رئیس‌جمهور در دژ ریگا به اینجا آمده بود. انبار ساختمان تنها بخش اصلی است که از جنگ جهانی دوم و اشغال شوروی جان سالم به در برده است. تا سال ۱۹۹۲، انبار زیر زمین بود و دیده نمی‌شد. انبار تاریخی یکی از اندک مکان‌هایی است که می‌توان در یکی زیرزمین تاریخی اصلی ریگا قدم زد، جایی که بقایای آن، قطعات دیوار، کف و پله‌های چوبی همان ساختار اصلی را حفظ کردند و پیشینهٔ برخی از آن‌ها به سدهٔ چهاردهم می‌رسد.